# ابوالقاسم (اندیکا)
ابوالقاسم، روستایی از توابع شهرستان اندیکا در استان خوزستان ایران است.	

## جمعیت
این روستا در دهستان قلعه خواجه قرار دارد و براساس سرشماری مرکز آمار ایران در سال ۱۳۸۵، جمعیت آن زیر سه خانوار بوده‌است.